# 칸나비디올
칸나비디올(영어: cannabidiol, CBD)은 1940년에 발견된 식물칸나비노이드이다. 삼속 식물에서 식별된 113개의 카나비노이드 가운데 하나로서, 식물 추출물 가운데 최대 40%를 차지한다. 2018년 기준으로, 칸나비디올의 예비 임상 연구에는 불안, 인식, 운동장애, 통증의 연구가 포함되었다.
칸나비디올은 여러 방법으로 인체에 투여할 수 있으며, 여기에는 카나비스(대마초) 연기나 증기를 에어로졸 스프레이로 턱이나 입쪽을 향해 투여하는 것이 포함된다. 활성 성분으로서 CBS만을 포함하는(테트라히드로칸나비놀 [THC] 또는 테르펜 없음) 식물의 CBD 대마 추출 기름, 캡슐, 말린 카나비, 처방 용액으로 구성되는 CBD 오일(CBD oil)로 제공될 수 있다. CBD는 THC와 동일한 정신작용을 보이지 않으며, THC의 동작에 영향을 줄 수 있다. 인 비트로 연구에 따르면 CBD가 칸나비노이드 수용체, 기타 신경전달물질수용체를 포함, 각기 다른 생물학적 대상과 상호 작용할 수 있다는 의견이 있으나, 2018년 기준으로 생물학적 영향에 대한 동작 구조는 명확히 밝혀져 있지 않은 상황이다.
미국에서 칸나비디올의 약제인 에피디올렉스라는 약은 뇌전증 질환 치료를 위해 미국 식품의약국에 의해 승인되어 있다. 이 약물의 장기간 부작용에는 졸림, 식욕 부진, 설사, 피로, 불안, 무기력, 수면 장애 등이 포함된다.
미국의 마약단속국은 에피디올렉스를 스케줄 V 분류로 할당해 놓은 반면, 에피디올렉스에 속하지 않는 CBD는 모든 용도에 금지된 스케줄 I 약물로 등재되어 있다. 칸나비디올은 유엔 약물 통제 조약에 기입되어 있지 않으며 2018년 세계보건기구는 미기입 유지를 권고하였다.

### 생합성

칸나비디올과 THC 생합성

## 같이 보기
- 삼씨기름

## 추가 문헌
- Williams, Alex (October 27, 2018). “Why Is CBD Everywhere?”. 《뉴욕 타임스》. ISSN 0362-4331.